# Isa Dayakli
Isa Dayakli (* 5. Jänner 2002 in Wien) ist ein österreichischer Fußballspieler.

## Karriere
Dayakli begann seine Karriere beim SK Rapid Wien. Zur Saison 2016/17 wechselte er zum Post SV Wien. Im Februar 2020 schloss er sich dem SK Slovan-Hütteldorfer AC an. Im Juni 2021 spielte er erstmals für die erste Mannschaft von Slovan in der Wiener Stadtliga. Nach 17 Einsätzen für den Verein wechselte er zur Saison 2022/23 zum Ligakonkurrenten Favoritner AC. Für Favoriten absolvierte er 28 Partien in der Stadtliga, mit dem FavAC stieg er zu Saisonende in die Regionalliga auf. In dieser kam in der Saison 2023/24 bis zur Winterpause in allen 16 Spielen der Wiener zum Zug.
Im Jänner 2024 wechselte Dayakli nach Deutschland zum fünftklassigen TuS Mechtersheim. Für Mechtersheim lief er 26 Mal in der Oberliga auf. Im Jänner 2025 wechselte er in die Türkei zum Zweitligisten İstanbulspor. Sein Debüt in der TFF 1. Lig gab der Mittelfeldspieler im Februar 2025 gegen den Fatih Karagümrük SK.